# Nowy Bytom
Nowy Bytom (tiếng Đức: Friedenshütte) là một quận phục vụ như là trung tâm hành chính của Ruda ląska, Silesian Voivodeship, miền nam Ba Lan. Năm 2006, nó có diện tích 4,6 km² và có 12.058 người sinh sống. Vào ngày 12 tháng 1 năm 2006, một phần của nó đã được tách ra để thành lập một quận mới, Czarny Las.

## Lịch sử
Cho đến đầu thế kỷ 19, khu vực này được bao phủ bởi Rừng Đen của Bytom (tiếng Đức: Beuthener Schwarzwald, tiếng Ba Lan: Czarny Las), lần đầu tiên được đề cập vào năm 1369. Trong quá trình các nhà máy thép và mỏ than phát triển công nghiệp thế kỷ 19 đã được thành lập trên lãnh thổ của mình, trong đó có Friedenshütte (tiếng Ba Lan: Frydenshuta), sau đó một khu vực rộng lớn hơn được đặt tên. Về mặt hành chính nó hình thành một exclave của Bytom lên đến 1921. Sau Thế chiến I và plebiscite Thượng Silesia trở thành một phần của Silesian Voivodeship, Cộng hòa Ba Lan thứ hai và có được vị thế của một đô thị độc lập (gmina) tên là Nowy Bytom (lit. Bytom mới) thay cho Frydenshuta Ba Lan thông thường (sau nhà máy thép địa phương) và tạm thời Arlingtonki Bytom (lit. Bytom Ba Lan). Năm 1929, Zgoda được tách ra để tham gia với więtochłowice. Nowy Bytom sau đó bị Đức Quốc xã thôn tính vào đầu Thế chiến II. Sau chiến tranh, nó đã được khôi phục lại Ba Lan. Năm 1947, nó đã giành được quyền thị trấn. Năm 1951, nó hấp thụ Wirek. Vào ngày 31 tháng 12 năm 1958, nó được hợp nhất với Ruda để tạo thành Ruda ląska đương đại.

## Bộ sưu tập

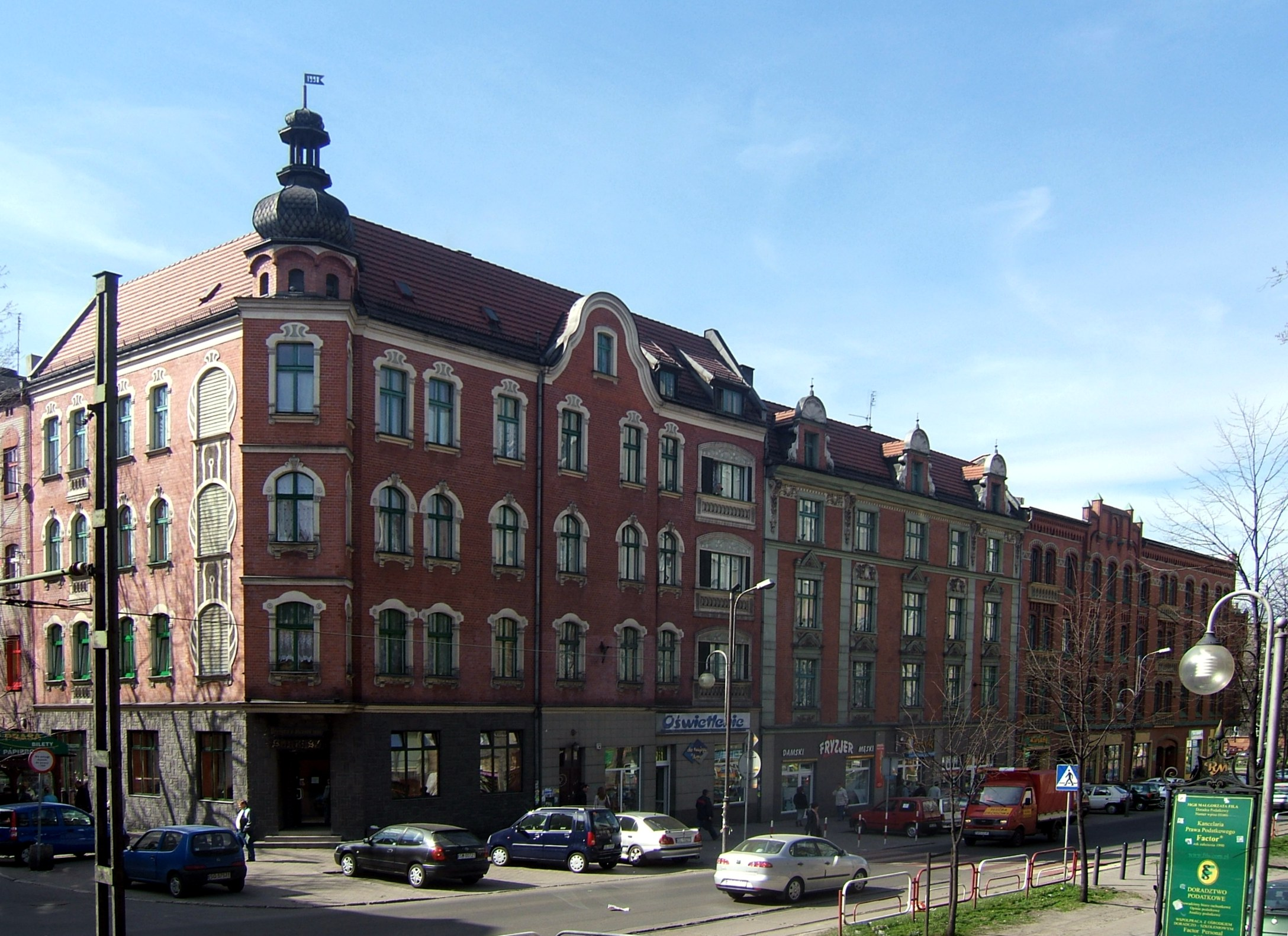
Phố Niedurnego
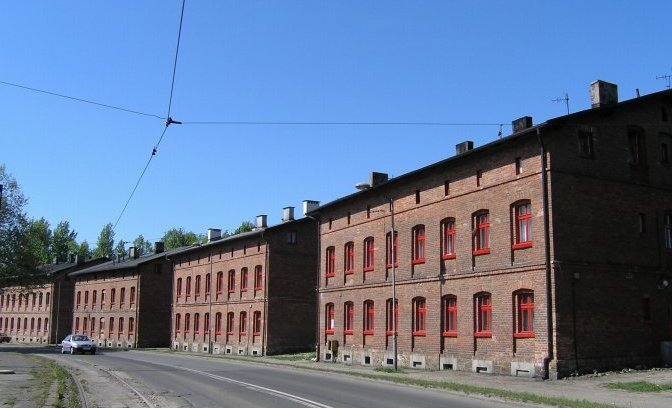
Familoks